# Rafael Masahiro Umemura

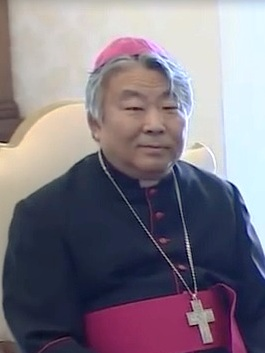
Rafael Masahiro Umemura, 2015

Rafael Masahiro Umemura (jap. ラファエル 梅村 昌弘, Rafaeru Umemura Masahiro; * 14. Juni 1952 in Yokohama) ist Bischof von Yokohama.

## Leben
Rafael Masahiro Umemura empfing am 25. März 1985 die Priesterweihe.
Papst Johannes Paul II. ernannte ihn am 16. März 1999 zum Bischof von Yokohama. Die Bischofsweihe spendete ihm der Erzbischof von Tokio, Peter Seiichi Kardinal Shirayanagi, am 15. Mai desselben Jahres; Mitkonsekratoren waren Kurienkardinal Stephen Fumio Hamao und Francis Xavier Kaname Shimamoto IdP, Erzbischof von Nagasaki.